# Viện Đền
Viện Đền, được biết đến trong tiếng Do Thái là Machon HaMikdash ( tiếng Do Thái : מכון המקדש ), là một tổ chức ở Israel tập trung vào nỗ lực thành lập Ngôi đền thứ ba . Mục tiêu dài hạn của nó là xây dựng ngôi đền Do Thái thứ ba trên Núi Đền , trên địa điểm do Mái vòm Đá chiếm đóng , và khôi phục tục thờ cúng động vật hiến tế . Nó mong muốn đạt được mục tiêu này thông qua nghiên cứu về việc xây dựng và nghi lễ của Đền thờ và thông qua việc phát triển các đồ vật nghi lễ trong Đền thờ, quần áo và kế hoạch xây dựng phù hợp để sử dụng ngay lập tức trong trường hợp điều kiện tái thiết cho phép. Nó điều hành một bảo tàng ở Khu phố Do Thái của Thành phố cổ Jerusalem ở Israel.  Nó được thành lập và đứng đầu là Rabbi Yisrael Ariel .  Tổng giám đốc hiện tại của nó là Dovid Shvartz, và Bộ Quốc tế do Rabbi Chaim Richman đứng đầu . Tỷ phú New York Henry Swieca đã hỗ trợ viện.  Chính phủ Israel cũng đã cung cấp kinh phí

## Hình ảnh

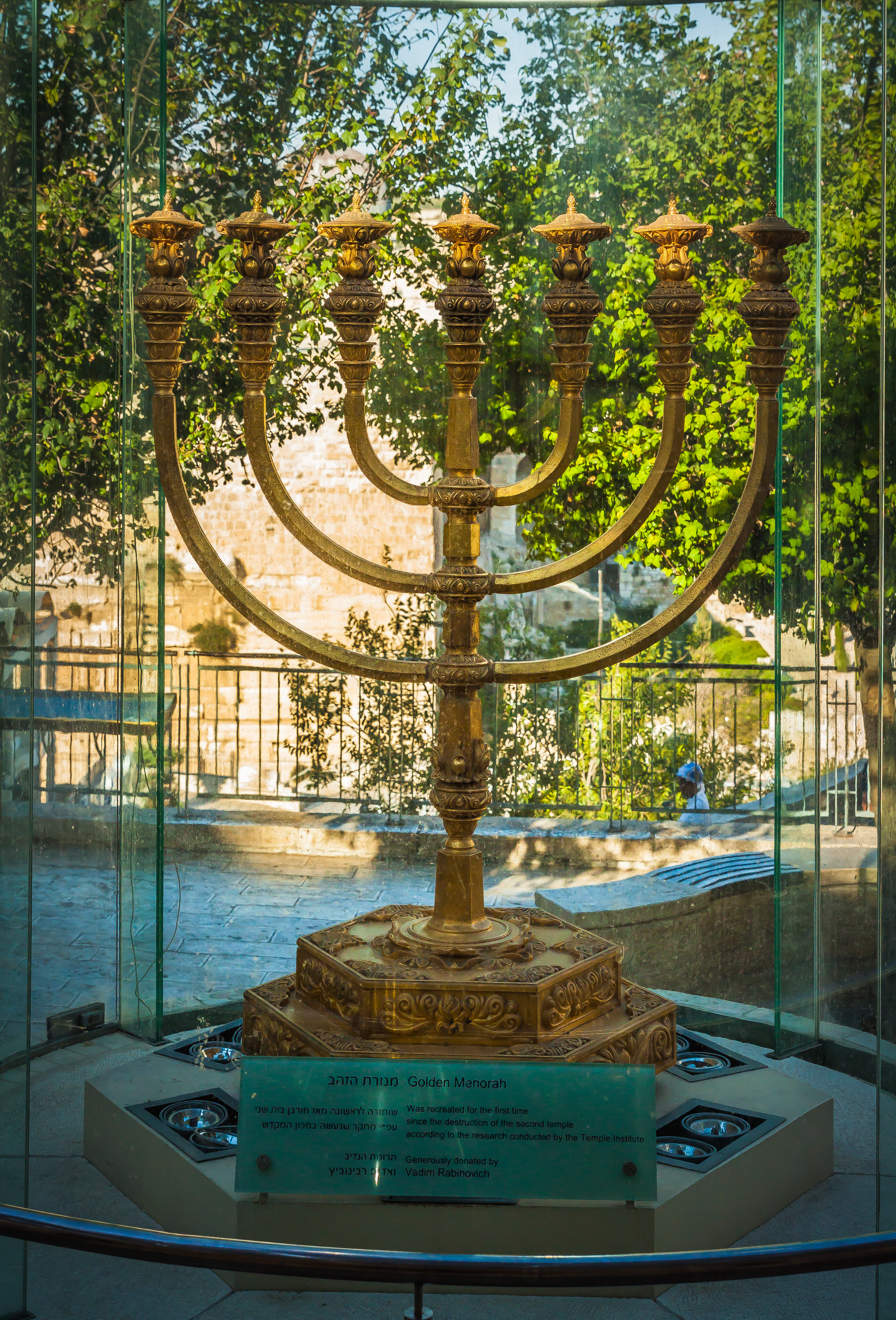
Mô hình đền Menorah bên cạnh Viện Temple
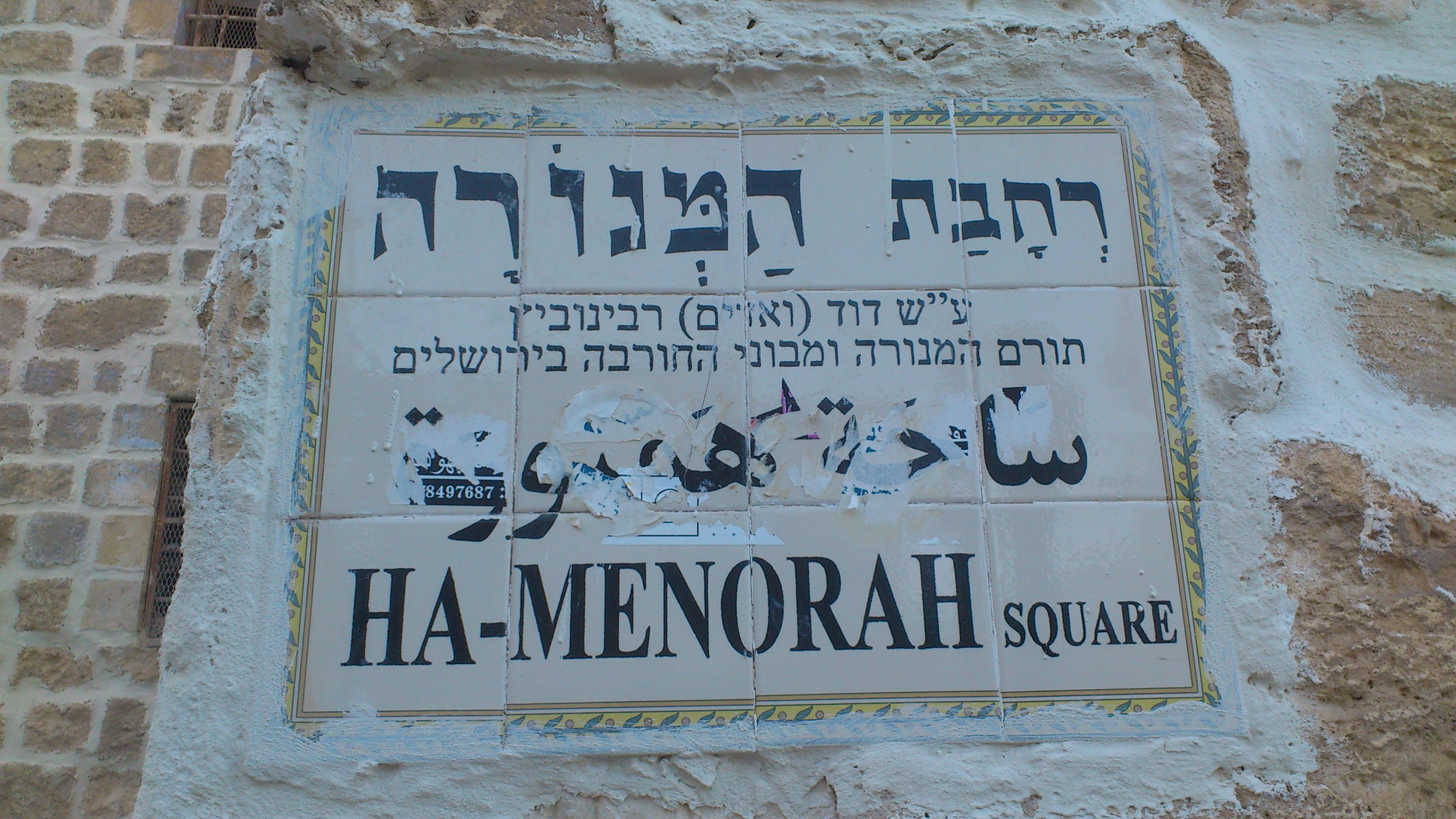
Quảng trường Menorah và quan điểm về Núi Đền nằm cạnh Viện Temple

## Hoạt động

### Xây dựng các hạng mục nghi lễ của Đền
Là một phần trong nỗ lực không ngừng của mình để chuẩn bị cho một Ngôi đền được xây dựng lại trong tương lai, Viện Đền thờ đã chuẩn bị các đồ vật nghi lễ phù hợp để sử dụng trong Đền thờ. Nhiều trong số hơn chín mươi vật dụng nghi lễ được sử dụng trong Đền thờ đã được thực hiện bởi Viện Đền thờ.
Kể từ tháng 6 năm 2008, một dự án lớn của viện là tạo ra bộ đồng phục thiêng liêng của Kohen Gadol , thầy tế lễ cả và các linh mục bình thường . Dự án này, kết quả của nhiều năm tìm hiểu và nghiên cứu, đã được tiến hành trong nhiều năm. Hoshen của thầy tế lễ thượng phẩm (áo che ngực) và Ephod đã được hoàn thành. Tzitz , vương miện bằng vàng của thầy tế lễ tối cao, được hoàn thành vào năm 2007. [1] Viện Đền thờ đang thiết kế quần áo cho các thầy tế lễ dự định mua bởi Kohanim .

### Chương trình giáo dục
Các nỗ lực giáo dục của viện bao gồm nâng cao nhận thức cộng đồng về Đền Thánh và vai trò trung tâm mà người ta tin rằng nó chiếm giữ trong đời sống tinh thần của nhân loại. Những nỗ lực này bao gồm đội ngũ nghiên cứu toàn thời gian (kollel), hội thảo, ấn phẩm và hội nghị, cũng như sản xuất tài liệu giáo dục. Các công cụ giáo dục trực tuyến bao gồm trang web của viện [2] , video giáo dục và hội nghị truyền hình.

### Con bê đỏ
Ngoài nhiều vật phẩm cần thiết để phục vụ trong Đền thờ, viện đã cố gắng tìm một con bê đỏ (parah adumah, con bò cái tơ màu đỏ) phù hợp với các yêu cầu của Các số 19: 1–22 và Mishnah Tractate Parah cho các mục đích taharah (thanh tẩy) cần thiết để vào khu bảo tồn Đền thờ thích hợp trong hầu hết các trường hợp.  Trong những năm gần đây, viện đã xác định được hai ứng cử viên, một vào năm 1997 và một vào năm 2002. Viện Temple ban đầu đã tuyên bố cả kosher , nhưng sau đó nhận thấy mỗi loại đều không phù hợp.

## Tranh cãi
Mặc dù Do Thái giáo Chính thống nhìn chung đồng ý rằng Đền thờ ở Jerusalem sẽ và nên được xây dựng lại, vẫn có sự bất đồng đáng kể về việc liệu điều này nên xảy ra bởi bàn tay con người hay thần thánh. Viện Đền thờ giải thích ý kiến của Rambam ( Maimonides ) khi nói rằng người Do Thái nên cố gắng tự xây dựng Đền thờ và có mitzvah (nghĩa vụ) phải làm như vậy nếu họ có thể. Tuy nhiên, ý kiến của Rambam là một ý kiến gây tranh cãi và đã làm dấy lên sự phản đối đáng kể.
Quan điểm của Viện Temple về quan điểm của Rambam không được các học giả Maimonides chấp nhận rộng rãi. Theo Rabbi Yom Tov Lipman Heller ở thế kỷ XVII trong bài bình luận của ông về cuốn sách Yoma, Rambam không nói rằng bất kỳ người Do Thái nào cũng có thể xây dựng Ngôi đền tương lai, chỉ có Đấng cứu thế

### Lên Núi Đền
Các giáo sĩ Do Thái có liên quan đến Viện Đền thờ (cũng theo Rambam ) cho rằng, trong một số điều kiện nhất định, luật Do Thái cho phép người Do Thái đến thăm các phần của Núi Đền và định kỳ tổ chức các nhóm leo lên và tham quan Núi. Quan điểm cho rằng người Do Thái có thể lên Đền thờ đang gây tranh cãi giữa các giáo sĩ Do Thái Chính thống giáo, với nhiều nhà chức trách cấm hoàn toàn việc đến thăm Núi để ngăn chặn việc vô tình vào và xúc phạm Nơi chí thánh hoặc các khu vực cấm, linh thiêng khác.
Viện Temple tiến hành aliyot (nghĩa đen là "đi lên"; "hành hương") đến Núi Đền. Viện tuyên bố rằng những aliyot này được thực hiện theo các yêu cầu của halachic.